# إدوارد بريسكوت
إدوارد بريسكوت (بالإنجليزية: Edward C. Prescott)‏ (1940–2022) اقتصادي أميريكي حائز على جائزة نوبل في العلوم الاقتصادية عام 2004 بالمشاركة مع فين كيدلاند لمساهمتهم في بحث عن «نظرية الاقتصاد الشمولي الديناميكي» خلال عملهما في جامعة كارنيغي ميلون.

## حياته
ولد إدوارد بريسكوت في 26 ديسمبر 1940 لوالده وليم ووالدته ماتيلد هيلويغ بريسكوت. حصل على بكالوريوس في الرياضيات عام 1960 من كلية سواثمور وشهادة الماجستير من جامعة كيس وسترن ريسرف والدكتوراه من جامعة كارنيجي ميلون عام 1967. ومن بعدها درس فيي جامعات مختلفة مثل جامعة بنسلفانيا وكارنيجي ميلون وجامعة شيكاغو. حاليا، يعمل كاقتصادي في المصرف الفدرالي الاحتياطي في منيابولس ويدرس في جامعة ولاية أريزونا.

## أهمية بحثه
بحسب بيان لجنة جائزة نوبل، فان بريسكوت وكيدلاند حصلا على الجائزة "لمساهمتهما في نظرية الاقتصاد الشمولي الديناميكي... التي ترتدي أهمية كبرى ليس فقط لتحليل الاقتصاد الشمولي لكن أيضا لممارسة السياسة الضرائبية والنقدية في العديد من الدول وعملهما ارسى اسس برنامج ابحاث مهم حول مصداقية وإمكان تطبيق السياسة الاقتصادية، وابحاثهما اثرت إلى حد كبير على إصلاحات المصارف المركزية، والسياسات النقدية لدى العديد من الدول خلال السنوات العشر الماضية.

## روابط خارجية
- إدوارد بريسكوت على موقع الموسوعة البريطانية (الإنجليزية)
- إدوارد بريسكوت على موقع مونزينجر (الألمانية)
- إدوارد بريسكوت على موقع إن إن دي بي (الإنجليزية)